# Star+
Cet article concerne le service d'Amérique latine. Pour l'extension de Disney+, voir Star (Disney+). Pour le service indien, voir Disney+ Hotstar.
Star+ (stylisée ST★R+) est une plateforme de vidéo à la demande détenue et exploitée par The Walt Disney Company en Amérique latine de 2021 à 2024.
L'ensemble des programmes de la plateforme ont été transférés sur Disney+ le 26 juin 2024.

## Contenu
Elle propose du contenu destiné à un public adulte. Elle propose les productions des différentes filières adulte de studios comme ABC Signature et 20th Television pour la télévision, et Touchstone Pictures, Hollywood Pictures, 20th Century Studios et Searchlight Pictures pour le cinéma. Elle propose également une grande parties des productions télévisées des chaînes américaines appartenant à Disney comme ABC, FX, Freeform ou encore le service Hulu,,,.
En avril 2021, Disney a été confronté à un conflit de marque au Brésil, en Argentine et au Mexique avec Lionsgate (StarzPlay, qui sera bientôt rebaptisé Lionsgate Play) sur l'utilisation de la marque Star en Amérique latine. Le 28 juillet 2021, Disney perd son procès contre Lionsgate, propriétaire de la marque Starz et ne pourra pas utiliser le nom Star+ pour son projet de plateforme de streaming dissocié de Disney+ afin de respecter sa politique de contenu. Pour rappel, en France, Star est une catégorie ou un espace du service Disney+.
Le 13 mai 2021, Disney annonce que le lancement de Star+ en Amérique latine est reporté au 31 août.
Le 26 juin 2024, les programmes de Star+ ont été ajoutés à la plateforme Disney+.
Le 24 juillet 2024, la plateforme disparaît.

## Calendrier de lancement
| Date de lancement | Territoires concernés |
| ----------------- | --- |
| 31 août 2021      | Argentine Bolivie Brésil Chili Colombie Costa Rica République dominicaine Équateur El Salvador Guatemala Honduras Mexique Nicaragua Panama Paraguay Pérou Uruguay Vénézuela |